# 劉亨基
劉亨基（？—1787年），字少圃，湖南湘潭人，中國清朝官員。

## 生平
劉亨基為乾隆十五年（1750年）庚午科舉人，曾任台灣府鳳山縣知縣。台灣府海防兼南路理番同知。乾隆四十七年（1782年）攝台灣縣知縣，次年正月署台灣府知府，年底再署。乾隆四十九年（1784年）九月兼理彰化縣知縣，乾隆五十一年十一月（1787年元月）再攝彰化縣事。

## 家庭
有子劉利鎬、劉利鉞，有女劉滿姑。